# آلبرتو رودریگز
آلبرتو رودریگز (انگلیسی: Alberto Rodríguez (Mexican footballer)؛ زادهٔ ۱ آوریل ۱۹۷۴) یک بازیکن فوتبال بازنشسته اهل مکزیک است. از باشگاه‌هایی که در آن بازی کرده‌است می‌توان به باشگاه فوتبال پاچوکا اشاره کرد.
وی همچنین در تیم ملی فوتبال مکزیک بازی کرده و عضو این تیم در جام جهانی فوتبال ۲۰۰۲ بوده است.